# تندر
تُندَر (به عربی: رَعد) صدای ایجاد شده ناشی از آذرخش است. بسته به نوع آذرخش و فاصله شنونده از منشأ صدا، تندر ممکن است صدایی زیر و تیز و سریع یا غرشی سنگین و بم باشد. افزایش ناگهانی فشار و دما موجب انبساط سریع هوای اطراف کمربند آذرخش می‌شود و این انبساط صوت شنیده شده را ایجاد می‌کند. به دلیل بسیار بزرگتر بودن سرعت نور از صوت، می‌توان فاصله از محل آذرخش را با اندازه‌گیری اختلاف زمانی دیده شدن آذرخش و شنیده شدن صدای آن محاسبه کرد.

## چرایی

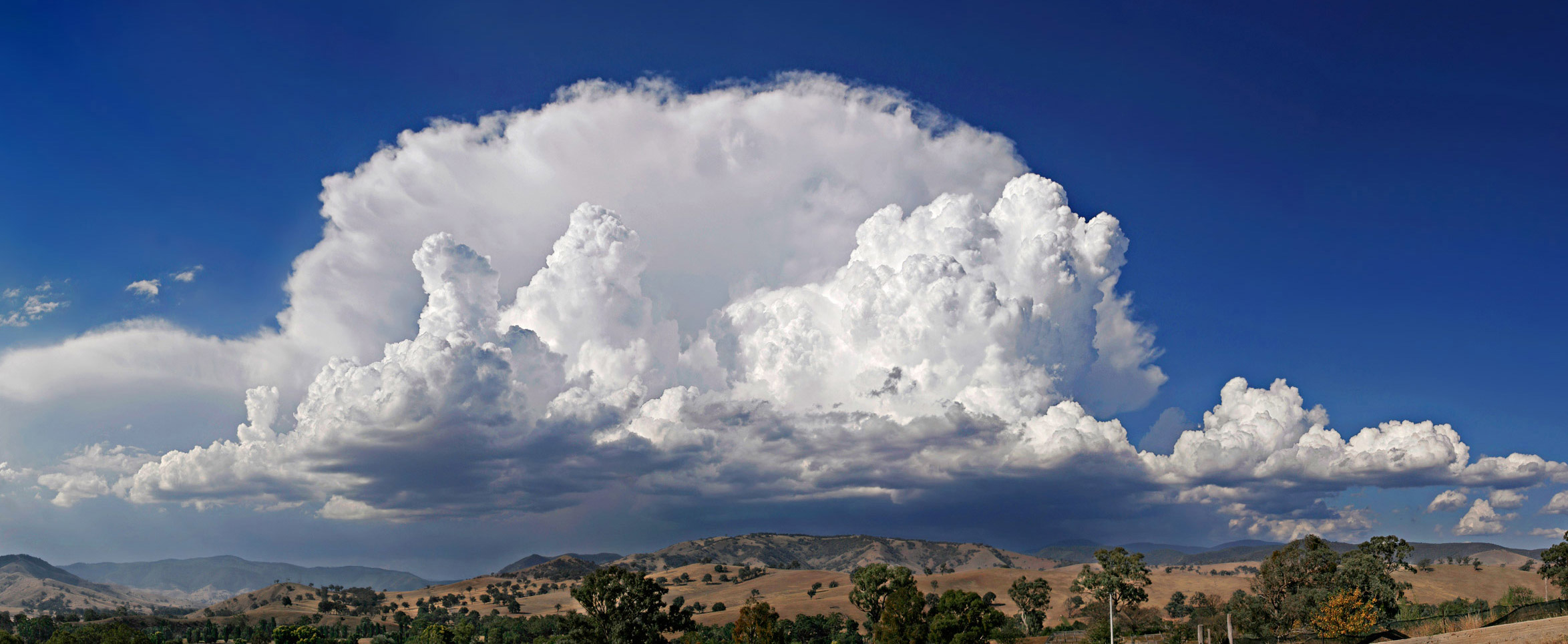
ابرهای کومولونیمبوس معمولاً طوفان‌های تندری را ایجاد می‌کنند.

دلیل شنیده شدن این صدا هنگام آذرخش از دیرباز مورد بررسی قرار گرفته‌است. نخستین نظر ثبت شده در این مورد مربوط به ارسطو در سه قرن پیش از میلاد است. یکی از نخستین ایده‌ها، ایجاد تندر به خاطر برخورد ابرها بود. در اواسط قرن نوزدهم، تندر را ناشی از ایجاد خلأ می‌دانستند.
در قرن بیستم، نتیجه گرفته شد که تندر یک موج صوتی ایجاد شده به خاطر انبساط گرمایی پلاسما در مسیر آذرخش است. دما در مسیر آذرخش در مدت کوتاه وجود آن (حدود ۵۰ میکروثانیه) توسط روش‌های طیف‌سنجی اندازه‌گیری شده‌است. این دما از دمای اولیهٔ ۲۰٬۰۰۰ کلوین به سرعت به ۳۰٬۰۰۰ کلوین می‌رسد و سپس به تدریج به ۱۰٬۰۰۰ کلوین بازمی‌گردد. متوسط آن حدود ۲۰٬۴۰۰ کلوین است. این گرم شدن موجب انبساط سریع این هوا و ورود آن به هوای سردتر اطراف با سرعتی بیش از سرعت صوت در آن هوای سردتر می‌شود. این پالس ایجاد شده همان موج صوتی است که شبیه به موج ناشی از انفجار یا پالس صوتی ایجاد شده در لحظهٔ شکسته شدن دیوار صوتی توسط هواپیما یی مافوق صوت است. بررسی‌های آزمایشگاهی و مدل‌سازی‌های انجام شده تاکنون، این مدل را تأیید کرده‌است، هرچند هنوز مدل‌سازی آذرخش مورد توجه پژوهش گران است. مدل‌های دیگری نیز بر اساس اثرات الکترومغناطیسی جریان الکتریکی شدید در مسیر پلاسما در آذرخش مطرح شده‌اند.

## محاسبه فاصله
مشاهدهٔ نور آذرخش و شنیده شدن تندر به دنبال آن، بیانگر کمتر بودن سرعت صوت از سرعت نور در هوا است. با استفاده از این تفاوت می‌توان فاصله از محل آذرخش را محاسبه کرد. برای این منظور می‌توان سرعت صوت را در هوا در دمای ۲۰ درجه سانتی گراد حدود ۳۴۳ متر بر ثانیه (۱٬۲۳۶ کیلومتر بر ساعت) فرض نمود و از رابطهٔ زیر فاصله را یافت:
{\displaystyle x=vt}
که در آن {\displaystyle t} اختلاف زمانی دیده شدن آذرخش و شنیده شدن تندر و {\displaystyle v} سرعت صدا در هواست. در این محاسبه سرعت نور (به درستی) بی‌نهایت فرض می‌شود.

## یادکردها
1. ↑  «تندر» [علوم جَوّ] هم‌ارزِ «thunder»؛ منبع: گروه واژه‌گزینی. دفتر پنجم. فرهنگ واژه‌های مصوب فرهنگستان. تهران: انتشارات فرهنگستان زبان و ادب فارسی. شابک ۹۷۸-۹۶۴-۷۵۳۱-۷۶-۴ (ذیل سرواژهٔ تندر)
2. ↑  US Department of Commerce، NOAA. «Understanding Lightning: Thunder». www.weather.gov (به انگلیسی). دریافت‌شده در ۲۰۲۳-۰۱-۱۴.
3. ↑  Rakov, Vladimir A.; Uman, Martin A. (2007). Lightning: Physics and Effects. Cambridge, England: Cambridge University Press. p. ۳۷۸. ISBN 0-521-03541-4.
4. ↑  Cooray, Vernon (2003). The lightning flash. London: Institution of Electrical Engineers. pp. ۱۶۳–۱۶۴. ISBN 0-85296-780-2.
5. ↑  "Thunder". Encyclopædia Britannica. Retrieved 2008-09-12.
6. ↑  P Graneau (1989). "The cause of thunder". J. Phys. D: Appl. Phys. ۲۲ (۸): ۱۰۸۳–۱۰۹۴. Bibcode:1989JPhD...22.1083G. doi:۱۰٫۱۰۸۸/۰۰۲۲–۳۷۲۷/۲۲/۸/۰۱۲. {{cite journal}}: Check |doi= value (help)